# 覺醒音樂祭
覺醒音樂祭（Wake Up Festival）又稱Wake up音樂祭，樂迷暱稱威卡，是台灣嘉義市的國際音樂祭，其前身名為「起來音樂祭」的地方小型樂團成果發表會。最早期於2009年由嘉義的一群來自不同各校的熱音社高中生創辦。2019年9月22日，覺醒藝術聲請破產，在臉書上向支持者致歉並聲明將把相關的活動委託其他單位承接。